# Motorway M5

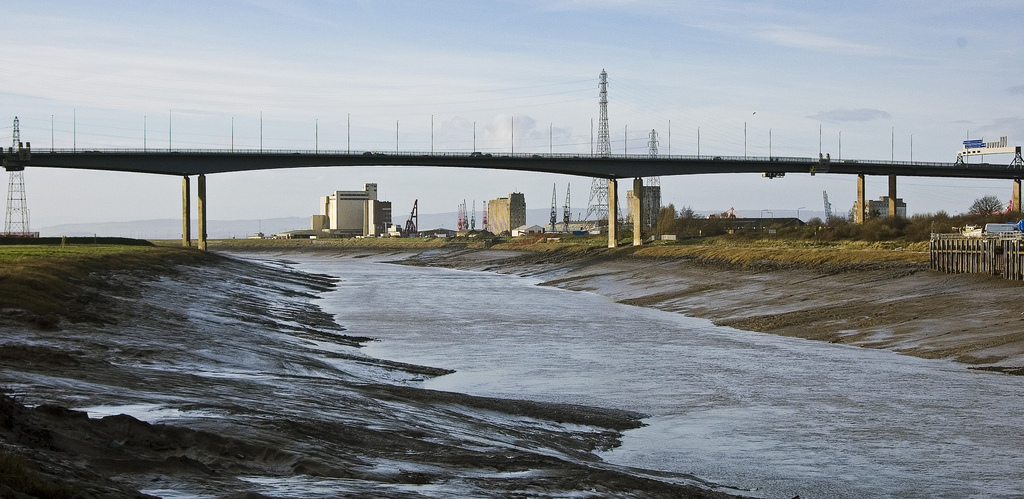
L'autostrada M5 a Avonmouth, vicino a Bristol

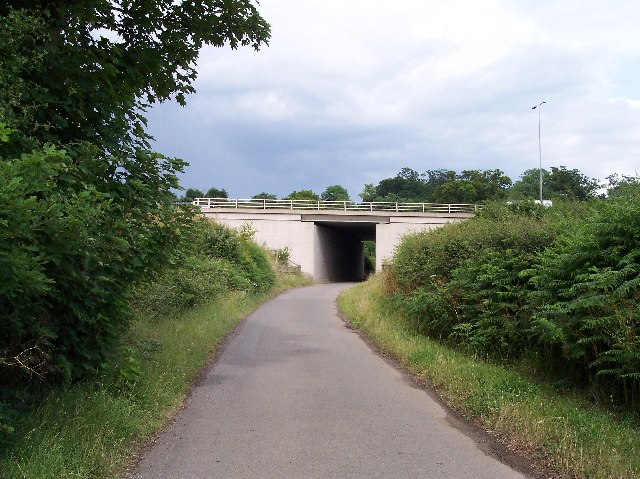
M5 coincidente con la strada romana. Ponte sulla strada per Kempsey comune.

L'autostrada M5 è un'autostrada del Regno Unito lunga 262,2 km. L'autostrada ha origine da West Bromwich, presso Birmingham, e tocca le città di Worcester, Cheltenham e Gloucester. Quindi l'autostrada tocca la città di Bristol (è questo il punto cui l'autostrada è più trafficata). L'autostrada prosegue verso le città di Weston-super-Mare e Taunton, dopo di che termina a Exeter.